# Shunto Kodama
Shunto Kodama (født 3. december 1999) er en japansk fodboldspiller, som spiller for den japanske fodboldklub Nagoya Grampus.